# NGC 4791
NGC 4791 је спирална галаксија у сазвежђу Девица која се налази на NGC листи објеката дубоког неба.
Деклинација објекта је + 8° 3' 13" а ректасцензија 12h 54m 43,9s. Привидна величина (магнитуда) објекта NGC 4791 износи 14,1 а фотографска магнитуда 14,9. NGC 4791 је још познат и под ознакама MCG 1-33-21, CGCG 43-60, NPM1G +08.0304, PGC 43950.